# Cartoradio
Cartoradio est un site web créé en 2003 par l'Agence nationale des fréquences. Il recense toutes les antennes émettant à plus de 5 watts déclarées sur le territoire français, hormis celles de l'Aviation civile et des ministères de la Défense et de l'Intérieur.
Cela englobe, en plus de la téléphonie mobile (GSM/UMTS/LTE/5G), les faisceaux hertziens, la radio FM, la TNT, la RNT, le WiMAX, la goniométrie, les réseaux PMR, GSM-R, POCSAG... En décembre 2017, la base Cartoradio contient 414 453 antennes sur 144 570 supports.

## Historique
Le 9 décembre 2003, la première version de Cartoradio est inaugurée par la ministre de l'Industrie, Nicole Fontaine. À son lancement, le site recense plus de 80 000 antennes, 3 150 mesures et est visité par une moyenne de 700 internautes chaque jour,,. Créé à la demande du ministère de l'Industrie, il a été financé et élaboré conjointement avec les principaux opérateurs. La base de données est mise à jour de façon hebdomadaire,.
En 2005 et 2006, des travaux sont effectués dans le but d'améliorer la fiabilité de la carte et de la tenir à jour. L'information est généralisée à un plus grand nombre de stations, et les accords donnés par l'ANFR sont considérés comme caducs si les opérations n'ont pas été exécutées dans les 12 mois qui suivent.
Le 13 juillet 2012, le site subit une refonte complète, réalisée par l'agence web Atol C&D. Le but premier est d'en améliorer l'ergonomie, qui était alors, du propre aveu de Gilles Brégant, directeur de l'ANFR, rebutante : « À part les robots qui téléchargeaient les informations, il n'y avait pas beaucoup de visites »,,. Le nouveau site utilise l'API de Géoportail conjointement avec OpenLayers, la bibliothèque du projet OpenStreetMap, ainsi que Google Closure (en). La partie serveur est écrite avec le framework PHP Symfony.
Le 5 décembre 2013, une application mobile Cartoradio est lancée pour Android et iOS,,. Elle fait l'objet de 43 000 téléchargements en moins d'un mois. Au 29 septembre 2019, l’application n’est plus disponible dans l’App Store depuis une durée indéterminée.
Le 3 juillet 2014, les fonctionnalités de filtrage relatives à la téléphonie mobile sont affinées.

## Fonctionnement
Les données relatives aux antennes sont mises à jour sur une base mensuelle, en même temps que la publication de l'Observatoire des réseaux mobiles de l'ANFR. Les données relatives aux mesures, elles, le sont de manière plus fréquente.
Les données consultables sont fournies par les opérateurs dans le cadre de la procédure COMSIS (Commission des sites et servitudes),.
Il est possible de filtrer l'affichage des antennes sur différents critères : la fonction (téléphonie mobile, télévision, radio, autres stations), ainsi que l'opérateur, la technologie et l'état d'activation dans le cas de la téléphonie mobile. Si le critère de base pour la parution des antennes est une puissance d'émission supérieure à 5 watts, on trouve des exceptions, notamment des antennes en réception (satellite, goniométrie...) marquées « REC » dans la base.

### Exports
Le site Cartoradio propose, pour le périmètre maximal d'un département à la fois, de générer un export au format CSV des données présentes sur la carte. Cette fonctionnalité demande une inscription ; seuls une adresse de courriel, à laquelle seront envoyés les exports, ainsi qu'un mot de passe sont demandés.
Depuis le 2 avril 2015, un export national des données de Cartoradio est disponible sur data.gouv.fr. Par rapport à l'export départemental, les noms de colonnes et les valeurs y sont présentés de manière plus compacte, et un système d'index est utilisé pour les valeurs qui reviennent souvent (comme les noms d'opérateurs).
L'ouverture des données a permis la création de plusieurs sites annexes reprenant les données de l'ANFR, avec des interfaces différentes, parfois plus ergonomiques ou accessibles. On trouve également des mises en œuvre plus originales, comme une carte des liaisons par faisceau hertzien, les liaisons entre les antennes ayant été établies sur la base de calculs à partir des azimuts de celles-ci.
En tant que données publiques, les données de Cartoradio sont soumises à la loi du 17 juillet 1978, dont l'article 12 indique qu'elles sont réutilisables « à la condition que ces dernières ne soient pas altérées, que leur sens ne soit pas dénaturé et que leurs sources et la date de leur dernière mise à jour soient mentionnées »,,.
Conformément à un avis donné le 15 décembre 2011 par l'Autorité de la concurrence, pour les antennes qui ont fait l'objet d'une déclaration, mais qui ne sont pas activées, le nom de l'exploitant n'apparaît pas dans l'export départemental. Il reste cependant consultable sur l'interface web.

### Données
Les colonnes présentes dans le fichier des antennes sont le numéro de support, le numéro d'antenne, le numéro Cartoradio (un autre identifiant pouvant être relié au fichier des dates d'accord ANFR), le nom de l'exploitant, le type d'antenne, le diamètre de l'antenne, son caractère directif, son azimut, sa hauteur du sol, son usage ou protocole radio, et sa bande de fréquences.
Celles présentes dans le fichier des supports sont le numéro de support, les coordonnées géographiques du support, son adresse avec précision au lieu-dit, sa hauteur et son propriétaire.

### Mesures
Sur Cartoradio sont également présentes des mesures de champs radioélectriques, réalisées par des laboratoires indépendants. Ces mesures sont symbolisées par des icônes rouges sur la carte.

## Aléas
Lors de son lancement en 2003, le site a fait l'objet de critiques vis-à-vis de sa précision, ainsi que de son exhaustivité.
La fonctionnalité des exports départementaux a fait l'objet de plusieurs périodes d'indisponibilité depuis son lancement,,.

## Extractions
Voici, selon l'export d'avril 2015, la liste des 10 opérateurs exploitant le plus d'antennes :
| Opérateur             | Antennes |
| --------------------- | -------- |
| Bouygues Telecom      | 87 123   |
| SFR                   | 80 279   |
| Orange                | 77 825   |
| Free Mobile           | 17 909   |
| TDF                   | 17 594   |
| Orange (service fixe) | 12 124   |
| Reseau privé          | 11 815   |
| SNCF Réseau           | 6 544    |
| EDF                   | 5 591    |
| Towercast             | 4 462    |

La même chose avec les propriétaires de supports :
| Opérateur                       | Supports |
| ------------------------------- | -------- |
| TDF                             | 29 078   |
| Orange                          | 10 192   |
| Commune, communauté de communes | 9 161    |
| SFR                             | 8 862    |
| Société privée SA               | 8 231    |
| France Télécom                  | 6 593    |
| Copropriété, syndic, SCI        | 5 785    |
| Société HLM                     | 5 579    |
| SNCF Réseau                     | 5 258    |
| Syndicat des eaux, adduction    | 5 108    |

Voici la liste des supports hébergeant le plus d'antennes :
|      | Désignation                      | Adresse                                                                  | Antennes | Dont FH | Hauteur | Propriétaire      |
| ---- | -------------------------------- | ------------------------------------------------------------------------ | -------- | ------- | ------- | ----------------- |
| Voir | Tour métallique de Fourvière     | 10, montée Nicolas de lange, 69005 Lyon 5e Arrondissement                | 130      | 90      | 101 m   | TDF               |
| Voir | Hôtel Hyatt Regency Paris Étoile | 3, place du Général-Kœnig, 75017 Paris 17e Arrondissement                | 98       | 86      | 179 m   | Société privée SA |
| Voir | Émetteur de Mulhouse             | 21, rue de la Pépinière, 68100 Mulhouse                                  | 96       | 56      | 195 m   | TDF               |
| Voir | Émetteur de Bouliac              | 26, avenue Domaine de Vialle, Lesparre, 33270 Bouliac                    | 95       | 53      | 250 m   | TDF               |
| Voir | Émetteur du Mont du Chat         | Mont du Chat, 73370 Le Bourget-du-Lac                                    | 88       | 61      | 55 m    | TDF               |
| Voir | Station TDF d'Amiens-Dury        | Route nationale 1, Mi-Grogne, 80480 Dury                                 | 85       | 55      | 95 m    | TDF               |
| Voir |                                  | Chemin de Peyre-d'Escale-Pouzo, La Cornasse, 31520 Ramonville-Saint-Agne | 79       | 53      | 81,2 m  | TDF               |
| Voir | Émetteur de Bionne               | 760, rue des Grezes, 34000 Montpellier                                   | 78       | 43      | 119 m   | TDF               |
| Voir |                                  | Observatoire, mont Salève, 74560 Monnetier-Mornex                        | 77       | 57      | 62 m    | TDF               |
| Voir |                                  | Fort de Montfaucon, 25660 Montfaucon                                     | 77       | 52      | 78,2 m  | TDF               |
| Voir |                                  | Chemin de Villabé, Les Hauts Cornus, 91090 Lisses                        | 77       | 53      | 93 m    | TDF               |
| Voir | Émetteur du Bois de la Vierge    | Bois de la Vierge, 88000 Épinal                                          | 76       | 32      | 102,5 m | TDF               |
| Voir |                                  | Avenue d'Aplemont, 122, rue Andrei Sakharov, 76600 Le Havre              | 75       | 51      | 132 m   | TDF               |
| Voir | Téléport de Rambouillet          | La Grande Touche, 28700 Bleury-Saint-Symphorien                          | 75       | 0       | 0 m     | Eutelsat          |
| Voir |                                  | Route Notre-Dame du Mai, Cap-Sicié, 83140 Six-Fours-les-Plages           | 75       | 36      | 93 m    | TDF               |